# Marsopstraße 28 (München)

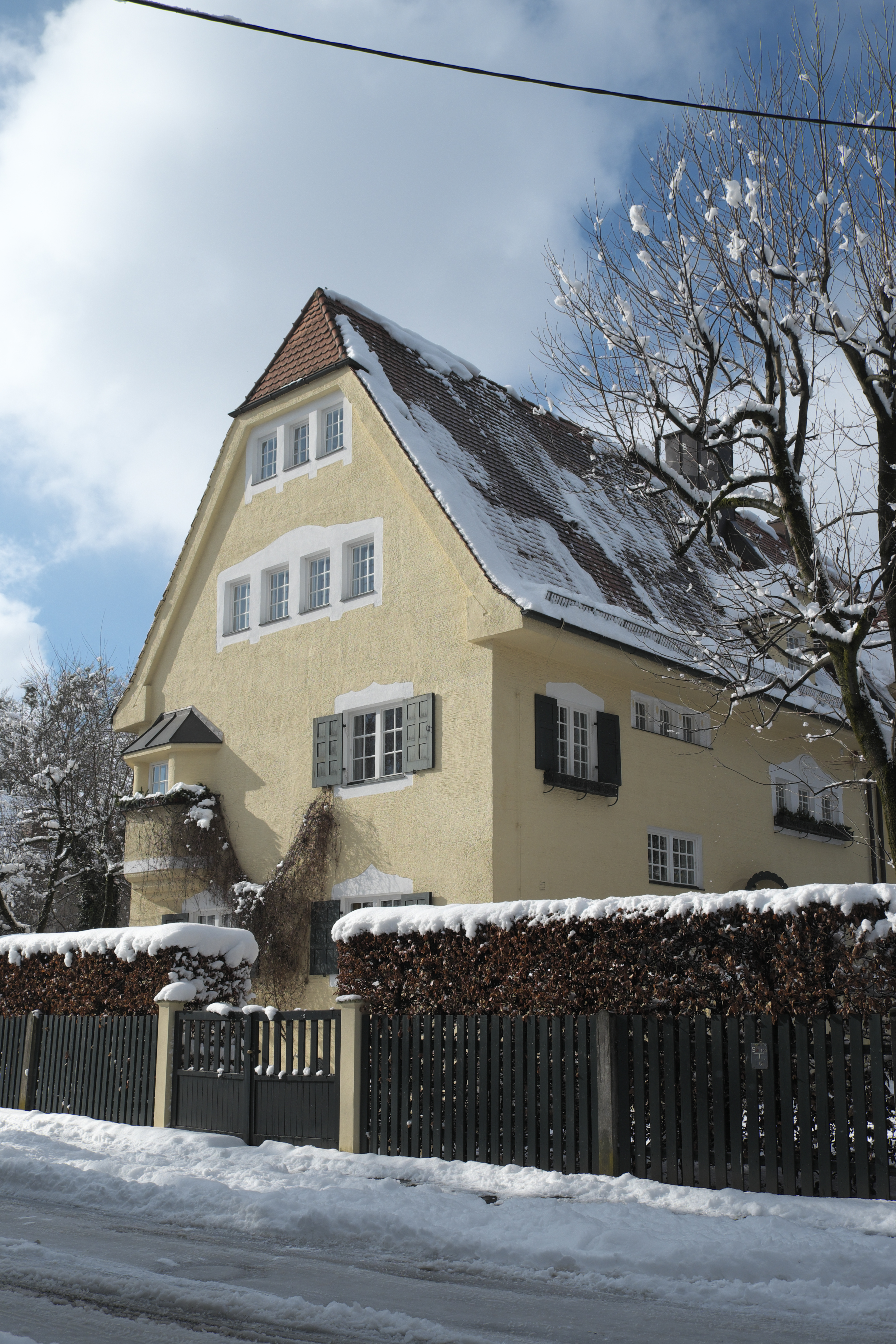
Haus Marsopstraße 28 im Stadtteil Obermenzing von München

Das Gebäude Marsopstraße 28 im Stadtteil Obermenzing der bayerischen Landeshauptstadt München wurde 1910 errichtet. Die Doppelhaushälfte in Ecklage zur Schubaurstraße, die zur zweiten Phase der Bebauung der Villenkolonie Pasing I gehört, ist ein geschütztes Baudenkmal.
Der zweigeschossige Krüppelwalmdachbau mit Putzfassade und flachem Polygonerker wurde von Bernhard Borst im Heimatstil errichtet. Die Zimmer sind dreiseitig um die Treppendiele gruppiert.